# Emilio Barrera
Emilio Barrera Luyando (Burgos, 17 de enero de 1869-Madrid, 5 de mayo de 1943) fue un militar español, que alcanzó el empleo de teniente general. Jefe del Estado Mayor del Ejército de África, durante la dictadura de Primo de Rivera fue miembro de la Asamblea Nacional Consultiva. Participó en la conspiración golpista de 1936.

## Biografía
Nacido el 17 de enero de 1869 en Burgos, ingresó en la Academia General Militar el 24 de septiembre de 1885, siendo promovido al empleo de alférez en julio de 1888. En 1891 ingresó en el Cuerpo de Estado Mayor. En 1898 solicitó destino en Cuba no pudiendo incorporarse  por el bloqueo, teniendo que incorporarse al Ejército en Puerto Rico. Todos los ascensos desde teniente coronel a general de división se le fueron concedidos por méritos de guerra. Fue, además, subsecretario del Ministerio de la Guerra de España en 1922 y ayudante de campo de Alfonso XIII.

### Marruecos

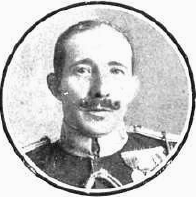
Retrato de Emilio Barrera

Se incorporó en julio de 1909, permaneciendo durante trece años. Tomó parte en la Campaña de Melilla, y con el empleo de teniente coronel preparó el desembarco en Larache. Como miembro de Estado Mayor participó en la comisión reservada para estudiar el desembarco de Alhucemas.
En sus tiempos de mandato en Larache dirigió todas las operaciones del Occidente del Protectorado Español de Marruecos, siendo el primero que desde Larache efectuó la marcha a Tetuán por el Fondak de Ain Yedida, de 27 de septiembre a 10 de octubre de 1909. Participó en la guerra del Rif siendo comandante  general de Larache en 1921.

### Dictadura
Gobernador militar de Tarragona, durante la dictadura de Primo de Rivera, desde el 14 de septiembre de 1924 hasta 1930 fue capitán general de Cataluña, sustituyendo a Miguel Primo de Rivera y siendo relevado al asumir la presidencia del gobierno el general Berenguer. Durante su mandato, casi virreinal, logró acabar con el terrorismo en Cataluña. Jefe del Estado Mayor Central (1930-31) cuando la sublevación de Jaca y hasta la proclamación de la Segunda República Española.
El 24 de agosto de 1925 el cuerpo de la joven Dolors Bernabeu cayó en el pasaje de los Escudellers número 1 de Barcelona.  Josep Sala, autor de un libro al respecto, afirma que el autor del crimen fue el capitán de infantería Alfonso Barrera Campus, también mozo de escuadra e hijo de Emilio Barrera, capitán general de Cataluña.  Sala destaca que se trataba de la época de la dictadura de Primo de Rivera y que "el juez paró la investigación".  También “llamó a declarar a los periodistas que habían sacado la exclusiva” del “rumor”.  A partir de ahí, "la noticia desapareció completamente de los medios".  Al cabo de unos meses, apunta Sala, "salió que el crimen se había cerrado y que se había decretado que había sido un suicidio".[cita requerida]

### Miembro de la Asamblea Nacional Consultiva
En septiembre de 1927, fue miembro de la Asamblea Nacional Consultiva de España, órgano creado por la dictadura de Miguel Primo de Rivera, como representante por derecho propio –designado directamente por Miguel Primo de Rivera–, desde el 10 de octubre de 1927 –fecha de la primera sesión de dicho órgano– hasta su última sesión, celebrada el 15 de febrero de 1930.

### Segunda República
Tras la proclamación de la Segunda República Española, pasó a encabezar las conjuras antirrepublicanas más prontías en el estamento militar junto con los generales José Cavalcanti y Ponte. 
En 1931 colaboró en la formación de las decurias carlistas. Presidente por antigüedad de una junta golpista, se entrevistó en febrero de 1932 con el embajador italiano Ercole Durini di Monza.
El 16 de junio de 1932 aparece en la prensa el nombre del general Barrera al frente de un complot monárquico. Junto al general, detenido en Barcelona en casa del coronel Fuensanta, su cuñado, son detenidos el comandante Carlos Merino y el ordenanza del ex barón de Mora. Al día siguiente fue detenido el general Orgaz en Canarias. Dos días después es detenido en Bilbao el capitán Sabatel, con 18 armas largas y más de 40 pistolas.

### Sanjurjada
El 10 de agosto de 1932 intervino en la Sanjurjada desde Madrid.

Exiliado regresa a España en 1934.
En marzo de 1934 viajó a Roma en representación de la Unión Militar Española, junto a Antonio Goicoechea de Renovación Española y Antonio Lizarza y Rafael de Olazábal de la Comunión Tradicionalista, mantuvieron sendos encuentros con Italo Balbo el día 30 y con Benito Mussolini el día 31, con la intención de conseguir ayuda en armas (10 000 fusiles, 10 000 granadas de mano y 200 ametralladoras) y dinero en efectivo (1 millón y medio de pesetas), con el fin de derrocar a la República.
Entregado a las autoridades aceptando la amnistía tras la Sanjurjada, Barrera se había evadido en primera instancia de la acción de la justicia. No pudo sin embargo evadirse del proceso judicial a largo plazo: en marzo de 1935 el Tribunal Supremo dictó como resolución del proceso de los sucesos del 10 de agosto la condena a muerte de Barrera, como jefe máximo de la rebelión, aunque se le aplicaban inmediatamente los beneficios de la amnistía.

### Guerra civil
El 13 de julio de 1936 fue detenido en Barcelona y conducido a la prisión de Guadalajara, desde donde pudo evadirse refugiándose en la Embajada de la República Francesa haciendo valer su condición de caballero de la Legión de Honor, dirigiéndose a Burgos, donde fue nombrado presidente del Tribunal Superior de Justicia Militar de España hasta enero de 1939, en que pasó a la reserva tras cumplir 70 años. Falleció el 5 de mayo de 1943 en Madrid y fue enterrado en el cementerio de la Almudena.

## Condecoraciones
- Gran Cruz del Mérito Militar
- Caballero del Collar de Carlos III
- Orden de la corona de L'Annunziata (italiana)
- Cruz y Placa de San Hermenegildo.